# Гоциридзе, Элгуджа
Элгу́джа Гоцири́дзе (груз. ელგუჯა გოცირიძე, род. 20 марта 1958, Тержола, Грузинская ССР) — грузинский врач, государственный и политический деятель. Депутат парламента Грузии VI и VII созывов (с 2016 года). Почетный доктор Тбилисского государственного медицинского университета. Доктор медицинских наук.

## Биография
Родился 20 марта 1958 года в городе Тержола, Грузинской ССР. 
Образование высшее. С 1975 по 1981 годы проходил обучение в Тбилисском государственном медицинском институте.
С 1981 по 1982 годы осуществлял трудовую деятельность врачом-интерном в медико-санитарной части Кутаисского автомобильного завода. С 1982 по 1984 годы работал хирургом хирургического отделения городской больницы. С 1984 по 1985 годы - заведующим отделением городского родильного дома, а с 1985 по 1994 годах трудился главным врачом городского родильного дома. 
С 1994 по 2001 годы академик, главный врач Научно-исследовательского института перинатальной медицины и акушерства-гинекологии имени Константина Чачавы. С 2001 по 2016 годы являлся генеральным директором "Клиники Чачава". С 2014 года почетный доктор Тбилисского государственного медицинского университета. Реализовал важные проекты в области здравоохранения Грузии. 
С 2016 по 2020 годы являлся депутатом парламента Грузии 6-го созыва по мажоритарному округу Тержола и Ткибули от избирательного блока "Грузинская мечта - Демократическая Грузия".
В 2020 году вновь избран депутатом парламента Грузии 7-го созыва по партийному списку от избирательного блока "Грузинская мечта - Демократическая Грузия".
В 2005 году защитил диссертацию на соискание степени доктора медицинских наук, на тему "Материнская смертность в условиях реформ системы здравоохранения в Грузии".